# 332年
| 千纪： | 1千纪                                                                                           |
| 世纪： | 3世纪 \| 4世纪 \| 5世纪                                                                         |
| 年代： | 300年代 \| 310年代 \| 320年代 \| 330年代 \| 340年代 \| 350年代 \| 360年代                       |
| 年份： | 327年 \| 328年 \| 329年 \| 330年 \| 331年 \| 332年 \| 333年 \| 334年 \| 335年 \| 336年 \| 337年 |
| 纪年： | 壬辰年（龙年）；成汉玉衡二十二年；东晋咸和七年；前凉建兴二十年；后赵建平三年                    |